# Forte Montbarey

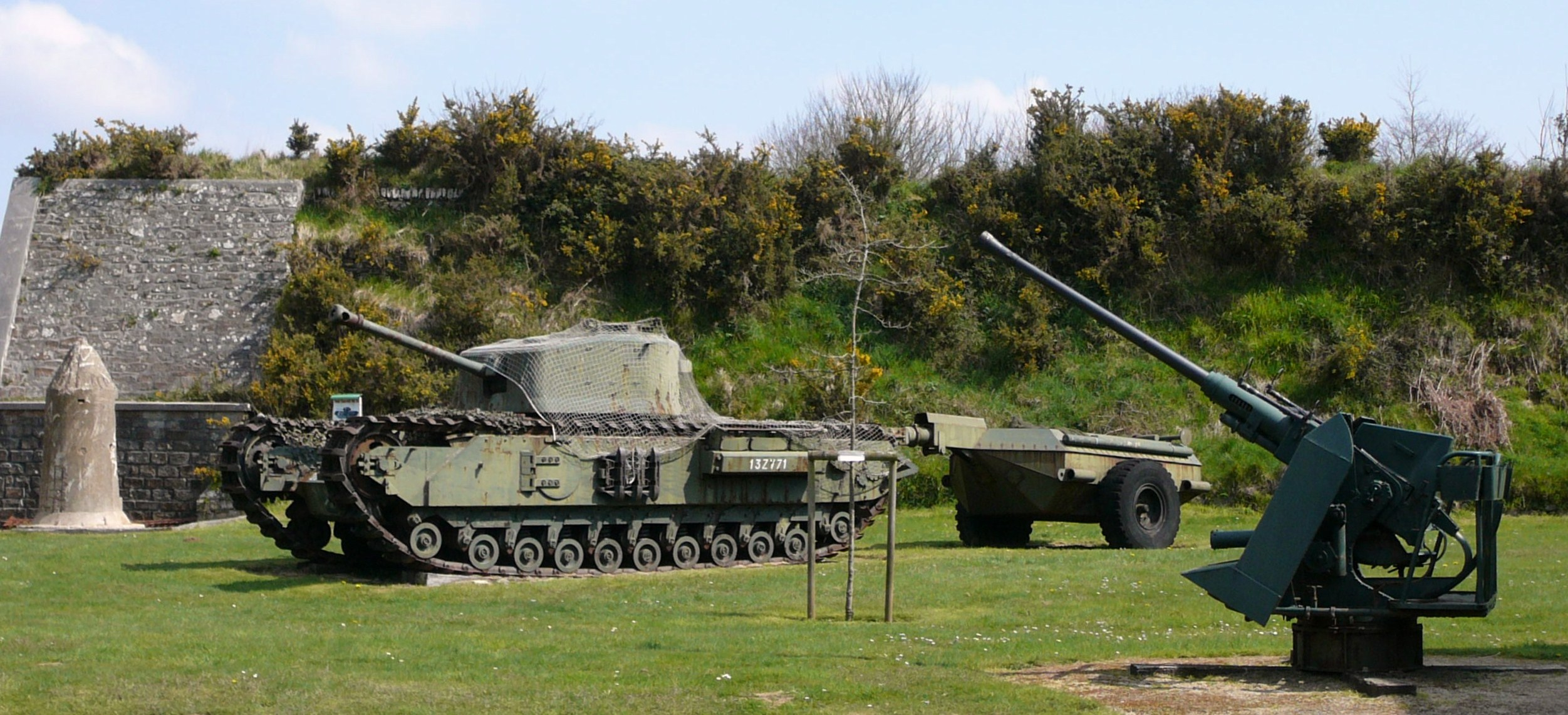
Un carro armato Mk IV Churchill esposto al Forte Montbarey.

Il forte Montbarey fu uno dei forti a protezione della città di Brest.
Il forte fu costruito tra il 1777 e il 1784 e si trova nella zona ovest di Brest.
Questo forte fu voluto da Luigi XVI e da Sébastien Le Prestre de Vauban per fare di Brest una piazzaforte imprendibile e la più forte per la difesa a occidente della città di Brest. Era infatti prevista una guarnigione di 500-600 soldati. Il Forte era stato progettato per resistere ad un assedio di tre settimane. Il forte aveva come scopo primario di sbarrare l'accesso della strada proveniente da Conquet e di proteggere la base navale. Il forte all'interno delle mura ha una forma a U rovesciata. In un documento datato 26 gennaio 1911 si trovano informazioni sull'armamento originario del forte: 4 cannoni 90c e altri 6 120L. Fu subito dismesso alla fine della guerra d'indipendenza.
Durante l'occupazione nazista è stato costruito un bunker per la protezione del forte dai bombardieri e quando gli americani vollero conquistarlo, fecero largo uso di lanciafiamme fino alla loro resa.
Durante la guerra fredda ha ospitato il centro di comando della Défense Contre Avions "marine" (DCA) dentro i suoi bunker. I radar per vedere lontano furono smantellati alla fine degli anni 60.
Nel 1984 la marina francese pose il manufatto a disposizione delle associazioni, con l'obiettivo che questo andasse a ricordare il periodo della seconda guerra mondiale vissuto nel dipartimento di Finistère, ma soprattutto nella città di Brest.
Infatti oggigiorno il forte ospita un vagone ferroviario che fu utilizzato per la deportazione e numerosi veicoli americani e pezzi della difesa contraerea, oltre a un carro armato "Churchill". Oltre ai veicoli, è esposta una lista di oltre 100000 nomi di francesi morti durante la guerra.
Il forte è visitabile tutti i giorni fuorché il fine settimana, dalle 9 alle 12 e dalle 14 alle 18. È uno dei pochi forti dove si può vedere una struttura ancora in maniera quasi completa.
Del vecchio forte originale si possono notare il forno del pane, che poteva cuocere fino a 300 pagnotte al giorno, alcune scritte originali effettuate dai nazisti, alcune camerate che dovevano ospitare i soldati, la farmacia e un'infermeria.